# Juris doctor

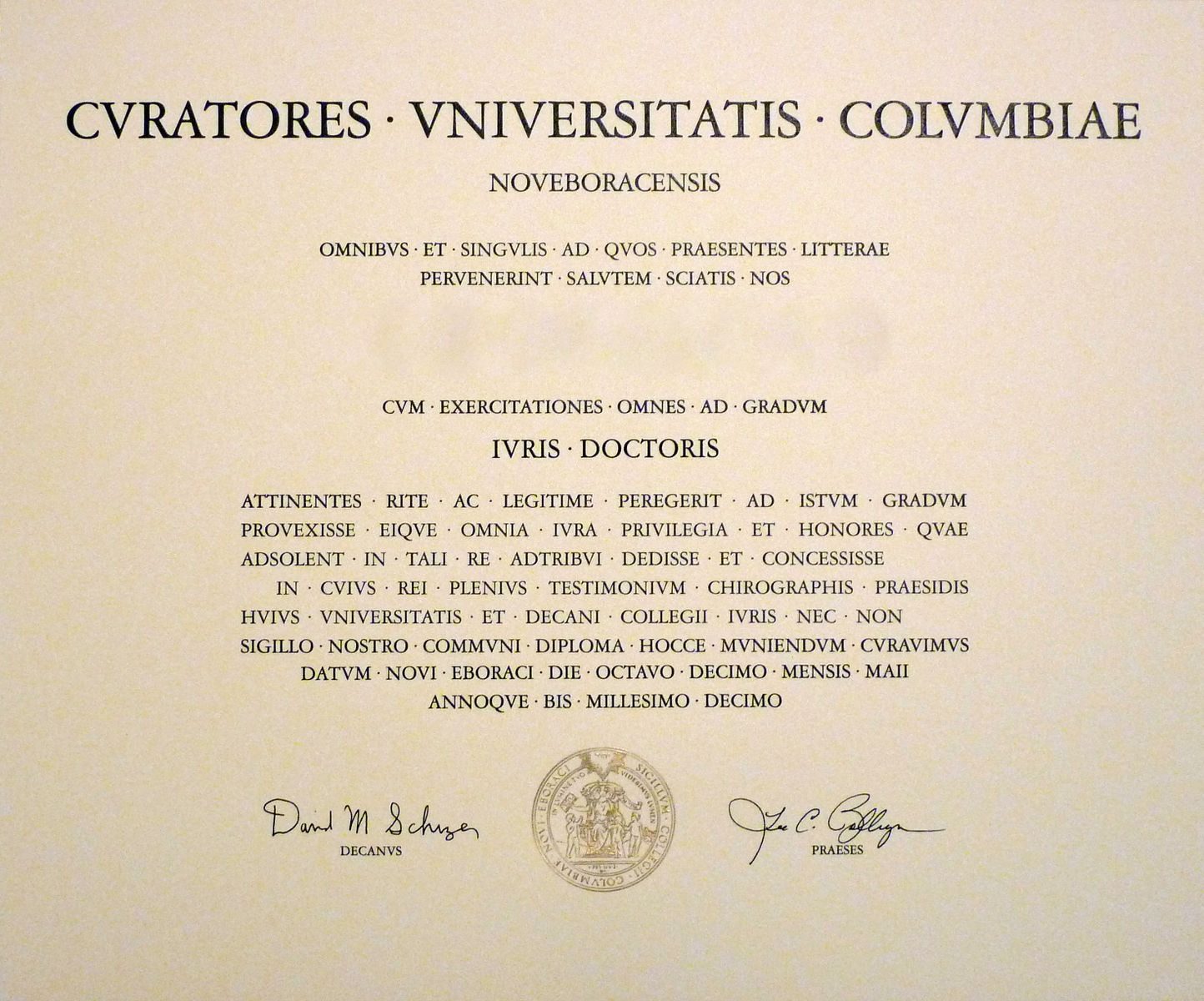
Diploma de Juris Doctor otorgado por Columbia Law School.

El Juris Doctor (J. D., JD o Juris Doctor) es un título universitario de posgrado que otorga acceso a la práctica de la abogacía en países de derecho anglosajón (common law) como Estados Unidos, el Reino Unido, Canadá, Australia, Nueva Zelanda o la India. Para ser admitido a un Juris Doctor, generalmente es necesario haber completado una carrera universitaria a nivel de grado, licenciatura o ingeniería.
La obtención de un título de Juris Doctor requiere de ochenta y cuatro (84) a noventa (90) créditos posteriores al título de grado o licenciatura, mientras que el título de doctorado por lo general requiere de sesenta (60) créditos posteriores al título de grado junto con la redacción de una tesis o disertación que recoja los resultados de una investigación académica original que suele requerir un mínimo de tres años de trabajo por parte del doctorando. Sin embargo, un título de Juris Doctor  (JD) no se puede considerar como un grado equivalente a un doctorado (Ph.D.) para propósitos educativos y de empleo, siendo este último una titulación superior. Un Ph.D. implica la creación de nuevos conocimientos en un campo de especialización a través de una tesis, que debe presentarse y defenderse públicamente ante un tribunal de doctores en un campo de estudio específico y, en muchos casos, “conlleva la publicación de la propia investigación en revistas académicas revisadas por pares para demostrar la contribución a la erudición avanzada”.
Históricamente el Juris Doctor fue el primer doctorado otorgado por una institución académica. Desde el siglo XI, la Universidad de Bolonia ha conferido el grado equivalente de doctor en Jurisprudencia (Dottore in Giurisprudenza). El título fue otorgado por primera vez por la Universidad Harvard en los Estados Unidos a finales del siglo XIX, como un título similar al antiguo doctor en derecho en Europa. Originado en el movimiento del siglo XIX en Harvard para el estudio científico del derecho, es el único título en derecho con el objetivo de ser la preparación profesional primaria para abogados. Es el único doctorado profesional en derecho y es un programa que suele requerir un mínimo de tres años en la mayoría de las jurisdicciones, aunque algunos candidatos pueden tardar más de tres años en completarlo. Al igual que otros doctorados profesionales en los Estados Unidos (M. D., D. D. S., etcétera), una disertación investigativa o tesis no es requerida. Este título existe primariamente en los Estados Unidos, pero desde 1997 ha aparecido en universidades en otros países por primera vez, aunque tiene una forma única en cada país. El coste aproximado de obtener un título de JD en los Estados Unidos varía de universidad a universidad. Sin embargo, la media de costes suele ser bastante elevada llevando a costar más de $250 000 por la totalidad del plan de estudios. 